# Battaglia del fiume Unstrut
Si dice che la Battaglia del fiume Unstrut sia stata combattuta nel 531, nei pressi del fiume Unstrut quando il re dei Franchi, Teoderico I, sconfisse in modo decisivo l'esercito dei Turingi guidato dal loro re Ermanfrido. La Turingia fu sottomessa subito dopo la battaglia.

## Svolgimento
I Franchi marciarono contro i Turingi sotto la guida del loro re Teoderico I, che era accompagnato dal figlio Teodeberto I e dal fratellastro Clotario I, sotto la guida del loro re Ermanfrido. Gregorio di Tours scrive:
(Gregorio di Tours,Decem libri Historiarum, libro III par.7)
Dopo la morte di Ermanfrido, sua moglie Amalaberga, e suo figlio Amalafrido andarono in esilio in Italia, nel regno di suo zio, ossia Teodorico degli Amali. I Franchi poterono così conquistare il regno dei Turingi e incorporarlo nel loro impero. La Turingia venne annessa quindi al regno di Metz, territorio di Teoderico I e regno predecessore dell'Austrasia. Tuttavia il fratello Clotario I era considerato il legittimo sovrano grazie al matrimonio con Radegonda, figlia di Bertario, un fratello di Ermanfrido. Ciò portò a una disputa tra i fratelli e un tentativo di assassinio di Clotario da parte di Teoderico fallì. Dopo la morte di Teoderico, nel 533, suo figlio Teodeberto riuscì a rimanere re della sua parte di regno, nonostante il tentativo di assassinarlo, istigato da Clotario. Solo nel 555, dopo la morte del figlio Teoderico, Clotario riuscì a incorporare nel suo impero tutta l'Austrasia (il regno di Teuderico, Teudeberto e Teodebaldo) e quindi anche il regno catturato dei Turingi.
La distruzione della dinastia turingia e le sue conseguenze sono menzionate anche nel "Lamento di Radegonda" di Venanzio Fortunato.
Vitichindo di Corvey scrisse nelle sue Res gestae Saxonicae che i Sassoni parteciparono alla battaglia e ottennero il nord (dall'Altmark fino al fiume Unstrut) dopo la distruzione del regno turingio, ma ciò è in parte contestato dalla ricerca moderna.

## Luogo della battaglia
Gregorio di Tours scrive che i Franchi sconfissero i Turingi in una battaglia sull'"Onestrudis" (Unstrut). Vitichindo di Corvey fornì dettagli più precisi sul luogo: a Runibergun (presumibilmente Runneburg) e al presunto castello di Ermanfrido Scithingi, l'odierna Burgscheidungen, avrebbe avuto luogo la battaglia. Poiché Vitichindo ha trascritto questi luoghi nelle sue Storie sassoni solo circa 450 anni dopo, i ricercatori ne dubitano. Inoltre, gli scavi effettuati dall'archeologo di Hallens Berthold Schmidt a Burgscheidungen negli anni 1960/70 e quelli di Thomas Stolle a Runneburg in Weißensee non hanno fornito alcun indizio. Nessun reperto è stato datato al VI secolo.
Oltre a questi siti, sono stati presi in considerazione anche Ronnenberg in Bassa Sassonia e la Ronneberge a ovest del castello di Vitzenburg, vicino a Zingst. Ad oggi, nessun sito è stato assegnato con certezza alla "battaglia di Runibergun".

### Fonti antiche
- Gregorio di Tours: Decem libri Historiarum (dieci libri di storia) (575 circa).
- Vitichindo di Corvey: Res gestae Saxonicae (Storie della Sassonia), Libro I (950 circa).
- Venanzio Fortunato: De excidio Thuringiae (Della caduta della Turingia. Il lamento di Radegunde) (600 circa).